# Cymmiermanowka
Cymmiermanowka (ros. Циммермановка) – osiedle w Rosji, w Kraju Chabarowskim, w rejonie ulczskim. W 2010 liczyło 1504 mieszkańców.